# Дворец Бичайханова
Дворец Бичайханова — дом в центре города Иркутска, расположенный по адресу улица Степана Разина, № 11.

## История
Одноэтажное здание было построено в Иркутске в первой трети XIX века бурятским купцом Бичайхановым (Бичахановым) для французской балерины Пенелопы Мо. Проект для строительства он купил в Париже. Однако, в отличие от французского проекта, в Иркутске вместо камня использовался доступный местный материал — дерево.
Первоначально здание предполагалось использовать для проведения балов. Фаянсовые камины, украшенные медальонами с портретом балерины Пенелопы Мо, барочную лепнину потолков и другие элементы интерьера, также как и чугунное литьё для устройства теплиц для роз, Бичайханов привёз из Парижа. Здание было окружено садом, разбитым по примеру французских дворцов.
В 1907 году здание и примыкающий к нему сад были выкуплены Иудой Шепшелевичем, который разделил землю на множество участков и застроил двухэтажными доходными домами, соответствовавшими иркутской моде. Первоначальный одноэтажный дом был надстроен, получил пристройку и две характерные для иркутской архитектуры башни.
В 1913 году усадьба, сохранившаяся до настоящего времени, была продана Сарре Рубанович. В 1917 году она планировала построить на месте усадьбы трехэтажный торговый пассаж из камня. Этим планам помешала Октябрьская революция; дальнейшая судьба хозяйки дома неизвестна.
В 2011 году в здании разместился музейный центр «Арт-хаус». Дом был передан художникам в аварийном состоянии. Уже к 2013 году их силами был произведён капитальный ремонт особняка.
В настоящее время под крышей дворца Бичайханова расположены 6 музеев:
- Музей игрушек Пенелопы Мо
- Музей Великих географических открытий
- Музей цветов
- Музей фарфора
- Музейный центр современного искусства «Арт-хаус»
- Литературный музей имени А. И. Кобенкова